# جوردي يوبارت ريباس
جوردي يوبارت ريباس (بالإسبانية: Jordi Llopart Ribas)‏، ولد في 5 مايو 1952، إل برات دي يوبريغات، برشلونة، إسبانيا) عداء إسباني.
حصل على الميدالية الفضية في دورة الألعاب الأولمبية الصيفية 1980 في موسكو، كما حاز على الميدالية الذهبية في بطولة أوروبا لألعاب القوى عام 1978.

## إنجازاته

### الألعاب الأولمبية الصيفية
- 1980 موسكو  روسيا:  ميدالية فضية في سباق المشي 50 كيلومتر.

### بطولة أوروبا لألعاب القوى
- 1978 براغا  جمهورية التشيك:  ميدالية ذهبية في سباق المشي 50 كيلومتر.

## وصلات خارجية
- نبذة عن جوردي يوبارت ريباس  على موقع الاتحاد الدولي لألعاب القوى
- جوردي يوبارت ريباس على موقع الاتحاد الدولي لألعاب القوى (الإنجليزية)
- جوردي يوبارت ريباس على موقع اللجنة الأولمبية الدولية (الإنجليزية)
- جوردي يوبارت ريباس على موقع أوليمبيديا (الإنجليزية)
- جوردي يوبارت ريباس على موقع اللجنة الأولمبية الإسبانية (الإسبانية)